# Івашки (зупинний пункт)
Іва́шки — пасажирський залізничний зупинний пункт Полтавської дирекції Південної залізниці на лінії Ромодан  — Полтава-Південна між станціями Абазівка (3,6 км) та Супрунівка (5,9 км). Розташований між селами Біологічне та Соломахівка Полтавського району Полтавської області.
2002 року електрифікований зміним струмом (~25 кВ) в складі дільниці (завдожки 51 км) Сагайдак — Полтава-Київська.

## Пасажирське сполучення
На зупинному пункту Івашки зупиняються приміські електропоїзди сполученням Полтава-Південна — Гребінка.